# Florindo Corral
Florindo Corral (Neves Paulista, 7 de novembro de 1949 – São Paulo, 4 de abril de 2020) foi um empresário brasileiro. Foi o fundador da Faculdade de Americana (FAM).

## Biografia
Após uma viagem ao Uruguai, foi diagnosticado com COVID-19, doença do novo coronavírus, do qual morreu aos 70 anos de idade por complicações em 4 de abril de 2020, após estar internado no hospital particular de São Paulo por duas semanas. A morte foi consequência da insuficiência respiratória grave, causada pela doença.
Florindo deixou sua mulher, duas filhas, o genro (o empresário Gustavo Azzolini) e três netas.